# Tita Vidal
Herminia Vidal más conocida como Tita Vidal (Buenos Aires, Argentina; 19 de abril de 1914-Idem; 17 de noviembre de 1972) fue una actriz, vedette y cantante de tango argentina.

## Biografía
Huérfana de padre, desde muy niña, estudió en un colegio de monjas hasta los catorce años. Gracias a la recomendación de una amiga entró a una peluquería como aprendiz de manicura. Al mes se fue la titular y Tita quedó en el puesto.
Más tarde, dejó la peluquería para emplearse en un instituto de belleza como encargada. Con el trascurrir del tiempo puso su propio local de belleza.

## Carrera
Debutó en una emisora como aficionada (sin percibir salario) gracias a las recomendaciones de sus clientas en la peluquería. Gustó y a las pocas semanas logró que le pagaran un sueldo de 90 pesos.
Fue una de las voces más destacadas del tango en la radiofonía argentina en la décadas de 1930 y 1940, junto a otras grandes figuras como Tita Merello, Mercedes Simone, Adhelma Falcón, Amanda Las Heras, Ada Falcón, Carmen del Moral, Nelly Omar, Blanquita del Prado, Sussy del Carril, Fedora Cabral, Margarita Solá y Libertad Lamarque.Intervino en orquestas como las de Miguel Caló, Agustín Magaldi y Ignacio Corsini . Trabajó en antiguas y populares emisoras de la época como Radio Excelsior, Radio Fénix, Radio Porteña y Radio Belgrano. En Radio París fue contratada en 1937 para trabajar junto a Ignacio Corsini, Juanita Larrauri y Raúl Marengo en un importante conjunto radioteatral.
En cine trabajó en la película La quinta calumnia', con dirección de Adelqui Millar, y que contó con los protagónicos de Alí Salem de Baraja, Mario Baroffio y Alberto Anchart.
En teatro actuó en la obra Ensayo general estrenado en el Teatro Fémina el 28 de junio de  1933, y que contó con más de 100 funciones durante cinco meses.
Falleció a los 58 años tras una larga enfermedad el 17 de noviembre de 1972. Sus restos velados en Córdoba 5688, descansan en el cementerio de La Chacarita. Fue íntima amiga de las actrices Eva Duarte, Amanda Ledesma, Tita Merello y Chela Cordero (estas dos últimas tuvieron un encuentro conciliatorio debido al vínculo que las unía con Luis Sandrini tras visitar a Vidal mientras ésta estaba internada).

## Filmografía
- 1941: La quinta calumnia.

## Teatro
- 1933: Ensayo general, estrenada en el Teatro Fémina. Con un elenco integrado por Alberto Anchart, Luis Barreira, Juanita Becker, Hilda Bobasso, Vicente Climent, Eduardo de Labar, Juan Fajardo, Amanda Falcón, Severo Fernández, Mario Fortuna, Matilde Gómez, Mario Granwell, Carmen Lamas, Paquito León, Marcela Magariños, Ángela Maglio, Juanita Malta, Dorita Martini, Mecha Morales, Aurelia Padrón, Héctor Quintanilla, Doly Romer, Carmelo Santiago, Benito Ungardi, Hilda Valenzuela y Elena Zucotti.[5]